# Gynacantha japonica
Gynacantha japonica là loài chuồn chuồn trong họ Aeshnidae. Loài này được Bartenev mô tả khoa học đầu tiên năm 1910.